# Hadron
En hadron er en partikel der er opbygget af kvarker (evt. antikvarker) der holdes sammen af gluoner. Da alle kvarker påvirkes af den stærke kraft vil alle hadroner ligeledes påvirkes af den stærke kernekraft.
Der er to almindelige typer af hadroner.
- En meson er opbygget af én kvark og én antikvark. Simpleste eksempel er en pion.
- En baryon er opbygget af tre kvarker. De kendteste eksempler er protonen og neutronen. (Tilsvarende er en antibaryon opbygget af tre antikvarker.)

Baryoner har fermionegenskab, mens mesoner har bosonegenskab.
Herudover formodes disse at eksistere, men de er ikke utvetydigt påvist endnu (2006):
- Eksotiske hadroner (partikler som ikke er forudsat af standardmodellen):
  - Eksotiske mesoner (f.eks. tetrakvarker som er opbygget af to kvarker og to antikvarker.)
  - Eksotiske baryoner (f.eks. pentakvarker som er opbygget af fem kvarker.)